# 下早川站
下早川站（日语：／ Shimosōgawa eki */?）是位於熊本縣上益城郡甲佐町，熊延鐵道的鐵路車站（廢站）。

## 歷史
- 1923年（大正12年）
  - 4月28日 - 御船鐵道（後來成為熊延鐵道）御船至甲佐開通，早川站（日语：／）啟用[1]。
  - 5月1日 - 車站改名為下早川站 [1]。
- 1964年（昭和39年）3月31日 - 熊延鐵道廢線，此站也被廢除[1]。

## 車站設施
此站是地面車站，設有1面2線島式月台。

## 相鄰車站
熊延鐵道
邊田見－下早川－淺井

## 注腳
1. 1 2 3  今尾惠介《日本鐵道旅行地圖帳》12號九州沖繩 北信越（新潮社、2008年）p.46

## 相關項目
- 日本鐵路車站列表 Shi